# Светлаков +
«Светлако́в +» — российское комедийное скетч-шоу на ТНТ с героями «Наша Russia» и новыми персонажами, в котором все главные роли исполняет комик Сергей Светлаков.
Премьера состоялась 24 мая 2024 года в 22:00 на ТНТ.

## Сюжет
Сериал состоит из небольших комичных зарисовок, собранных в один альманах, они позволяют посмотреть под новым углом на реальность, задуматься над современными событиями и тем, как они влияют на людей, а также поностальгировать по ушедшим временам. Помимо четырёх ранее известных персонажей в исполнении Сергея Светлакова, в сериале появляются три новых героя: блогер-экстремал Рихард, который приехал в Россию из Германии, чтобы испытать новые ощущения, проверить себя на прочность и разгадать тайну далёкой и непонятной страны, офисный сотрудник Кирилл Антонов, у которого после очередного запоя появляется новый друг — Белочка (Демис Карибидис) и становится неотъемлемой частью жизнь Кирилла, вот только уживаться с ним крайне сложно, ведь он — альтер эго клерка, и охранник юных блогеров Игорь Саныч, пребывающий в ужасе от разницы между поколениями.

## Производство
Сериал снят студией Sverdlovsk по заказу ТНТ.
Продюсеры: Сергей Светлаков, Саид Давдиев, Максим Лебедев, Тина Канделаки, Аркадий Водахов, Марина Разумова, Борис Ханчалян, Сергей Косинский, Ольга Кивер, Семён Щербович-Вечер, Елизавета Анистарова.
Сценаристы: Сергей Светлаков, Саид Давдиев, Михаил Елисеев, Роман Сергеев.
Режиссёр: Сергей Наумов.
Оператор: Денис Аларкон-Рамирес.
Художник-постановщик: Ника Хомич.
Кастинг-директор: Полина Быстрицкая.
Проект задуман как преемник шоу «Наша Russia», выходившего с 2006 по 2011 год. Ключевые персонажи остались теми же, что в оригинальном шоу, их также исполняет Сергей Светлаков. При этом в сериале появляются новые герои. По словам создателей шоу, изначально планировалось около 30 персонажей, многих из которых потом пришлось убрать, так как они не соответствовали параметрам шоу.
Съёмки стартовали 1 октября 2023 года и длились 2,5 месяца.
Трейлер сериала вышел 21 мая 2024 года.
Премьера состоялась 24 мая 2024 года на ТНТ.

## Актёры
Главные роли
| Актёр            | Роль                                           |
| Сергей Светлаков | Вячеслав Сергеевич, работник аквапарка         |
| Сергей Светлаков | Игорь Саныч, охранник юных блогеров            |
| Сергей Светлаков | Кирилл Антонов, интеллигентный алкоголик       |
| Сергей Светлаков | Рихард, специалист по экстремальному выживанию |
| Сергей Светлаков | Сергей Юрьевич Беляков, телезритель            |
| Сергей Светлаков | Снежана Денисовна, учительница / гадалка       |
| Сергей Светлаков | Юрий Венедиктович Протопопов, чиновник         |

Роли второго плана / эпизоды
| Актёр                  | Роль                 |
| Алиса Тарасенко        |                      |
| Альбина Кубрикова      | массажистка          |
| Артемий Мильграм       |                      |
| Аслан Цаллати          |                      |
| Влас Кропалов          |                      |
| Демис Карибидис        | Белка                |
| Иван Юрлов             | Лёша, охранник       |
| Игорь Сигаев           | рыбак                |
| Инна Пономарёва        | проводница           |
| Ирина Розанова         | Совесть              |
| Илхомджон Абдурахмонов | тиктокер             |
| Карина Сингх           | дева Ева             |
| Наталия Перова         | тренер по йоге       |
| Николай Лунин          |                      |
| Роман Мигурский        | майор полиции        |
| Светлана Листова       | жена Сергея Белякова |
| Юлия Беляева           | эпизод               |
| Юрий Мартишин          | мужик в бане         |
| Мария Букнис           | бомжиха              |

## Сезоны
| Серия | Дата выхода  |
| 1     | 24 мая 2024  |
| 2     | 24 мая 2024  |
| 3     | 31 мая 2024  |
| 4     | 31 мая 2024  |
| 5     | 7 июня 2024  |
| 6     | 7 июня 2024  |
| 7     | 14 июня 2024 |
| 8     | 14 июня 2024 |
| 9     | 21 июня 2024 |
| 10    | 21 июня 2024 |
| 11    | 28 июня 2024 |
| 12    | 28 июня 2024 |

## Музыкальное оформление
| Исполнитель / музыка | Трек                      |
| A.V.G                | «Я плачу»                 |
| Intelligency         | «August»                  |
| Karma                | «Dealmaker»               |
| Leva                 | «Accept the Fight»        |
| PhonkOfMind          | «Shapeshifter»            |
| Борис Моисеев        | «Голубая луна»            |
| Эдвард Григ          | «В пещере горного короля» |

## Критика
Сергей Светлаков, актёр, продюсер, сценарист:
«Я люблю всех моих новых героев, мне кажется, что они уникальны. И я надеюсь, что зрители тоже их полюбят. Когда я стал не только актёром, но и автором проекта, градус ответственности для меня только вырос. Но меня это не пугает, а радует».
Демис Карибидис, актёр:
«Прежде чем согласиться на предложение о съёмках, я всегда погружаюсь в материал. Говоря языком авторов, пропускаю его через себя. В случае со „Светлаковым +“ это заняло некоторое время и, на мой взгляд, принесло свои плоды. Белка подчеркнула характер персонажа Светлакова, скетчи стали острее и смешнее. Я не искал себе источники вдохновения для роли Белки в других примерах. Мои дети были первыми зрителями, которые могли оценить поведение Белки, и их оценка была основой для построения характера и образа».
Светлана Листова, актриса:
«Мы работали по написанному сценарию и ещё параллельно придумывали шутки по ходу дубля, это большое удовольствие. Я очень люблю комедии и вообще считаю, что юмор — это очень сложный жанр, и я рада, что мне он даётся легко. Не буду скрывать, я чуть переживала из-за того, что жену Сергея Белякова в шоу „Наша Russia“ играла другая актриса, но я, как мне кажется, привнесла в её образ что-то своё, новое, хотя в целом жена Белякова — такая же вредная и смешная, как и предыдущая. Я всем рекомендую посмотреть шоу „Светлаков +“, потому что этот проект делается с любовью, он точно поднимет зрителям настроение».

## Резонансные эпизоды
Многие телезрители отозвались о сериале негативно: «Ерунда какая-то»; «Деградация прогрессирует»; «Извините, но люди того времени давно выросли, нет интереса».
Кинокритик Александр Горбунов считает, что выход скетчкома «Светлаков +» говорит о тенденции на возвращение на ТВ старых хитов. «Светлаков стал часто мелькать на экранах. Сольное шоу с его участием было лишь вопросом времени», — уверен он.
В декабре 2023 года анонсировалось, что в перезапущенном шоу «Наша Russia» главные роли распределят между собой Сергей Светлаков и Михаил Галустян, однако по причинам, которые не раскрываются, Галустян отказался участвовать в проекте.